# Николаевский сельсовет (Белорецкий район)
Никола́евский сельсовет — муниципальное образование в Белорецком районе Башкортостана России.

## История
Согласно Закону о границах, статусе и административных центрах муниципальных образований в Республике Башкортостан имеет статус сельского поселения.
Закон Республики Башкортостан от 17 декабря 2004 г. № 125-з «Об изменениях в административно-территориальном устройстве Республики Башкортостан, изменениях границ и преобразованиях муниципальных образований в Республике Башкортостан», статья 1. «Изменения в административно-территориальном устройстве Республики Башкортостан», п. 29, гласит:
29. Изменить границы Белорецкого района, Николаевского сельсовета Белорецкого района, Учалинского района, Кирябинского сельсовета Учалинского района согласно представленной схематической карте, передав часть территории площадью 1978 га Николаевского сельсовета Белорецкого района в состав территории Кирябинского сельсовета Учалинского района.

## Население
1939 год — 489 (200 мужчин, 289 женщин) чел.;
| 1939 | 1961 | 1969 | 2002 | 2009  | 2010 | 2012 |
| ---- | ---- | ---- | ---- | ----- | ---- | ---- |
| 489  | ↗672 | ↘433 | ↗484 | ↗1143 | ↘847 | ↘812 |
| 2013 | 2014 | 2015 | 2016 | 2017  |      |      |
| ↗819 | ↘805 | ↘797 | ↘765 | ↘758  |      |      |

## Состав сельского поселения
| № | Населённый пункт | Тип населённого пункта       | Население |
| - | ---------------- | ---------------------------- | --------- |
| 1 | Николаевка       | село, административный центр | ↘113      |
| 2 | Верхнебельский   | село                         | ↘322      |
| 3 | Махмутово        | деревня                      | ↘264      |
| 4 | Верхнеаршинский  | село                         | ↘119      |
| 5 | Чёрный Ключ      | село                         | ↘29       |